# Martin Elsner
Martin Elsner (* 3. Februar 1900 in Langseifersdorf, Schlesien; † 1. Dezember 1971 in Volkmarode) war ein deutscher Landwirt und Politiker.

## Leben und Beruf
Nach dem Schulbesuch absolvierte Elsner von 1922 bis 1925 in Breslau und Göttingen ein Studium der Landwirtschaft, das er mit der Prüfung zum Diplom-Landwirt beendete. Er wirkte zunächst als Verwalter landwirtschaftlicher Güter und hatte seit 1932 eine Tätigkeit als selbständiger Landwirt inne. Gegen Ende des Zweiten Weltkriegs war er Soldat. Im Mai 1945 geriet er in Kriegsgefangenschaft, aus der er 1948 entlassen wurde.
Elsner siedelte 1948 als Heimatvertriebener nach Westdeutschland über und ließ sich in Niedersachsen nieder. Er war zunächst als Landarbeiter tätig, engagierte sich seit 1949 in Vertriebenenverbänden und wurde später Siedlungsbeauftragter des Bundes Vertriebener Deutscher (BvD) in Braunschweig.

## Partei
Elsner trat zum 1. Dezember 1930 der NSDAP (Mitgliedsnummer 383.459) und der SS bei (SS-Nummer 6.014). Nach dem Zweiten Weltkrieg schloss er sich dem GB/BHE an.

## Abgeordneter
Elsner war Ratsmitglied der Gemeinde Neubrück und Kreistagsmitglied des Kreises Braunschweig. Bei der Bundestagswahl 1953 zog er über die Landesliste Niedersachsen in den Deutschen Bundestag ein, dem er bis 1957 angehörte.

## Öffentliche Ämter
Elsner war von 1933 bis 1942 Landrat des Landkreises Rosenberg und anschließend bis 1945 Landrat des Landkreises Rybnik.
Von 1952 bis 1954 sowie von 1963 bis 1964 amtierte er als Landrat des Kreises Braunschweig.